# Ото Кариус
Ото Кариус (на немски: Otto Carius) е немски офицер и танков ас от Втората световна война.

## Биография

### Ранен живот
Ото Кариус е роден на 27 май 1922 г. в Цвайбрюкен, Ваймарска република.

### Втора световна война (1939 – 1945)

#### Начален етап от войната
След като завършва училище избухва Втората световна война и през май 1940 г. той се записва доброволец в 104-ти пехотен запасен батальон. След обучението е зачислен към 21-ви бронетанков полк и участва в първата си битка като пълнач на танк Панцер 38(t) по време на операция „Барбароса“ през юни 1941 г.

#### По-късен етап от войната
През 1943 г. Кариус е прехвърлен към 502-ри тежко-танков батальон. Тази бойна единица води боеве на Ленинградския фронт, а след това в района на Нарва, Естония (сражението при Нарва). Кариус е тежко ранен през лятото на 1944 г., а впоследствие става командир на Ягдтигър рота, част от 512-и тежък противотанков батальон разположен на германско-френския фронт в началото на 1945 г. На 8 март 1945 г., преди да завърши обучението си, 2-ра рота е изпратена към бойната линия в близост до Зигбург. След това взема участие в защитата на река Рейн и впоследствие се предава на американската армия на 15 април 1945 г.
Ото Кариус унищожава повече от 150 танка по време на Втората Световна война. Заедно с Михаел Витман и Курт Книспел е смятан за един от най-великите танкови командири в историята.

### Следвоенни години
След войната той отваря аптека наречена „Аптека Тигър“ в Хершвайлер-Петерсхайм, Райнланд-Палатинате, на името на танка Тигър. Също така написва книга за преживяванията си през войната наречена „Тигри в калта“.

## Военна декорация и постижения
- Германски орден „Железен кръст“ (?) – II (?) и I степен (?)
- Рицарския кръст с дъбови листа,
  - Носител на Рицарски кръст
  - Носител на Дъбови листа
- Германска „Значка за раняване“ (?) – златна (?)
- Германска „Бойна танкова значка“ (?) – сребърна (при 100 танкови сражения) (?)

Брой победи:
- 150 – 200 унищожени противникови танка, повечето от които на Германско-съветския фронт.